# Azepine
Azepine is een heterocyclische organische verbinding met als brutoformule C6H7N. De verbinding zelf is zeer onstabiel, maar er zijn veel stabiele derivaten bekend.

## Synthese
Azepine kan bereid worden uit benzeen, dat in reactie wordt gebracht met een acylazide (de Buchner-reactie):
De reactie verloopt via een nitreen als intermediair.

## Structuur en eigenschappen
De structuur bestaat uit een volledig onverzadigde zevenring (cycloheptatrieen), waarbij 1 koolstofatoom is vervangen door een stikstofatoom. Het is daarmee de onverzadigde variant van azepaan.
Azepine lijkt op het eerste gezicht een aromatische verbinding, maar dat is het niet. Het aantal gedelokaliseerde elektronen bedraagt 8 (1 van elk koolstofatoom in de ring, dus 6, plus 2 uit het vrije elektronenpaar van stikstof) en voldoet dus niet aan de regel van Hückel. Bovendien is de verbinding niet vlak, waardoor de pz-orbitalen nooit in conjugatie kunnen komen met elkaar. Azepine staat via een isomerisatie in evenwicht met het benzo-aziridine-derivaat:
Het kation van azepine is aromatisch (en vergelijkbaar met het tropylium-kation), hetgeen door het genereren van de resonantiestructuren duidelijk wordt: